# Chiesa di San Bartolomeo Apostolo (Portacomaro)
La chiesa di San Bartolomeo Apostolo è la parrocchiale di Portacomaro, in provincia e diocesi di Asti; fa parte della zona pastorale Est.

## Storia
Già in un documento datato 1041 risulta che il borgo rientrava nella diocesi di Asti; in un atto del 1345 si legge inoltre che le due chiese ivi presenti, dedicate rispettivamente a San Pietro e a San Martino, dipendevano dall'abbazia di Azzano.
L'originaria chiesa di San Bartolomeo sorse sul finire del XV secolo; grazie al catasto del 1563 si conosce che questa era di proprietà della comunità.
La parrocchiale venne ricostruita tra il 1699 e il 1700; verso la metà del Settecento essa risultava godere di un beneficio di 700 lire.
Nel 1853 fu edificata la navata laterale di destra, anche se il progetto originale ne prevedeva anche una uguale a sinistra, mentre nel 1870 si provvide a costruire la facciata e ad erigere il campanile.

## Descrizione

### Esterno
La facciata a salienti della chiesa, rivolta a ponente e scandita da lesene, è suddivisa da una cornice marcapiano in due registri; quello inferiore, più largo e in stile ionico, presenta al centro il portale d'ingresso e ai lati due nicchie, mentre quello superiore, d'ordine tuscanico, è caratterizzato da una finestra polilobata e coronato dal frontone di forma semicircolare. 
Annesso alla parrocchiale è il campanile a base quadrata, suddiviso in più ordini da cornici; la cella presenta su ogni lato una monofora.

### Interno
L'interno dell'edificio è suddiviso in due navate; su quella centrale si affacciano le cappelle laterali e le sue pareti sono scandite da paraste tuscaniche sorreggenti la cornice modanata su cui si imposta la volta; al termine dell'aula si sviluppa il presbiterio, rialzato di alcuni gradini e chiuso dall'abside poligonale.
L'opera di maggior pregio qui conservata è l'altare laterale della Madonna del Rosario, costruito intorno al 1654 ed abbellito da una statua ritraente la Madonna con il Bambino e dalle quindici formelle dei Misteri del Rosario.